# Chiesa di San Bernardino da Siena (Bernalda)
La chiesa di San Bernardino da Siena fu fondata di fronte al castello tra il 1510 e il 1532, dedicata a san Bernardino da Siena, con la volontà del fondatore di Bernalda, Bernardino de Bernaudo. All'inizio la chiesa fu ad una sola navata, ma nel XVI-XVII secolo questa non era più sufficiente e quindi la chiesa subii varie modifiche nei secoli a venire. L'ultima di queste fu realizzata negli anni 1950 e riguarda l'allungamento del campanile. L’interno conserva un pulpito in legno intagliato dorato, un organo a canne di nove registi (XVIII-XIX secolo), l’acquasantiera (1607), una cantoria in legno del XVIII secolo in cui sono rappresentate le virtù e gli scorci paesaggistici. Infine, vie è un fonte battesimale (XVI-XVII secolo) in pietra e in legno. All'interno sono presenti statue di varie epoche in legno e in gesso e due quadri del pittore Cosimo Damiano Sampietro.

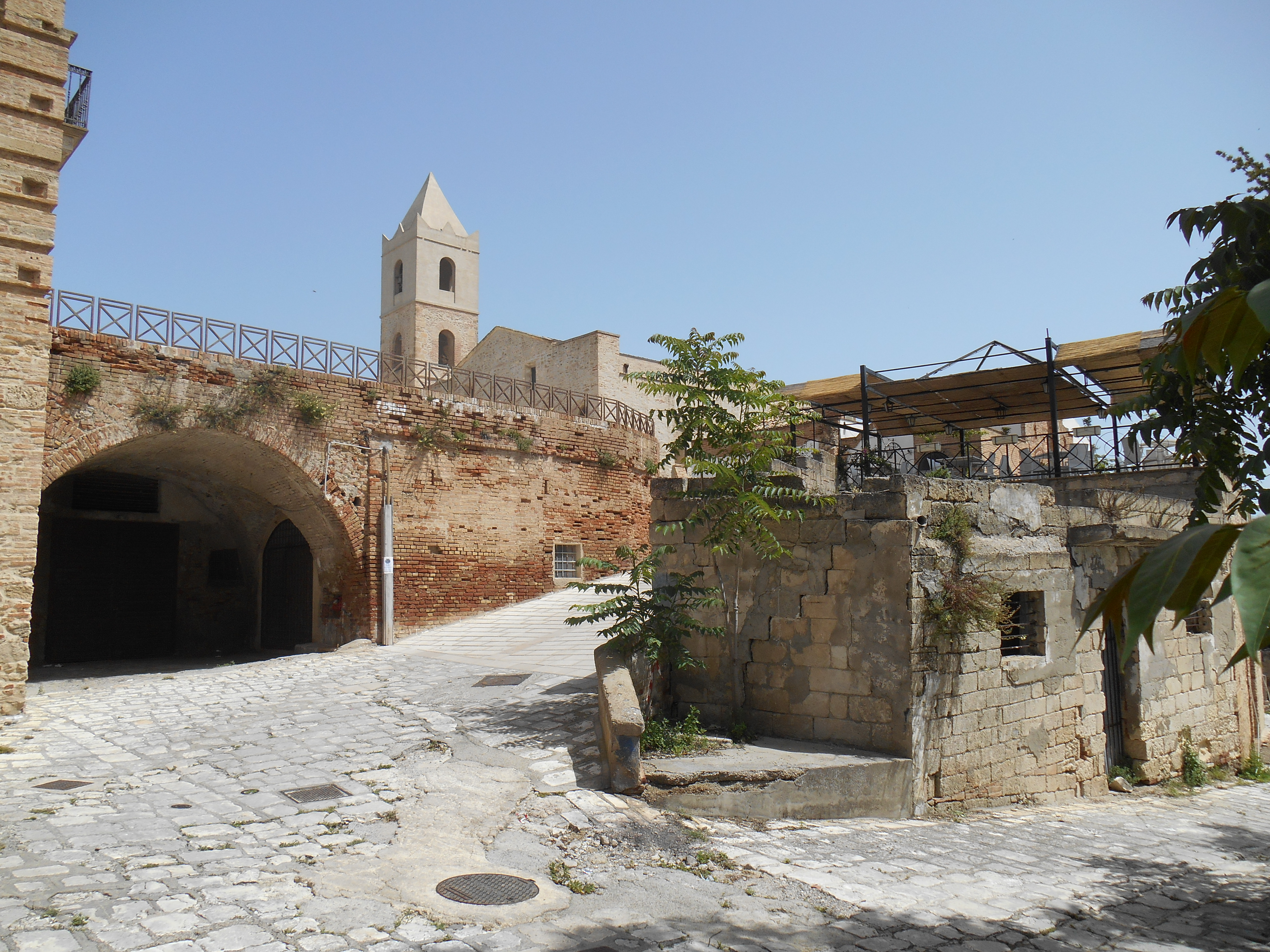
Veduta della chiesa di Bernalda